# Dolnicki Las
Dolnicki Las (niem. Schönthaler, Las Dolnik, 500–550 m n.p.m.) - las w Masywie Śnieżnika, w Sudetach.
Nieduży las porastający wzniesienie pomiędzy miejscowościami Dolnik od północy i Pisary od południa, opadający w stronę Polnej na Wysoczyźnie Międzylesia.

## Szlaki turystyczne
biegnie tędy szlak turystyczny:
- zielony Międzylesie - Hala pod Śnieżnikiem[1].